# Пономарьов Олександр Олександрович
Олександр Олександрович Пономарьов (23 квітня 1974, м. Костянтинівка, Донецька область, Українська РСР — 26 вересня 2016, ?) — український військовик, сержант Збройних сил України, учасник війни на сході України, головний сержант взводу (54-та окрема механізована бригада), позивний «Сан Санич».

## Життєпис
Мобілізований у березні 2015 року, служив головним сержантом — командиром відділення взводу охорони в Костянтинівському військовому комісаріаті. Після року служби був демобілізований, після чого підписав контракт на службу в 54-й окремій механізованій бригаді (в/ч В2970). Мав можливість служити в тилу у м. Бахмут, проте попросився на передову, куди був відправлений у травні 2016 року.
Помер від поранення, отриманого в бою.
Похований на цвинтарі поблизу району Червоний міста Костянтинівка, Донецької області  48°32′48″ пн. ш. 37°41′19″ сх. д. / 48.54667° пн. ш. 37.68861° сх. д..
По смерті залишилися дружина та донька.

## Відзнаки
Указом Президента України № 58/2017 від 10 березня 2017 року «за особисту мужність, виявлену у захисті державного суверенітету та територіальної цілісності України, самовіддане виконання військового обов'язку» нагороджений орденом «За мужність» III ступеня (посмертно).

## Увічнення пам'яті
6 грудня 2016 року на фасаді Костянтинівської загальноосвітньої школи I-III ступенів № 16 (вул. Преображенська, 60) відкрито меморіальну таблицю.
У місті Костянтинівка вулицю Комарова перейменували на вулицю Олександра Пономарьова.